# Baramykowo (obwód kurski)
Baramykowo (ros. Барамыково) – wieś (ros. село, trb. sieło) w zachodniej Rosji, w sielsowiecie bobrowskim rejonu rylskiego w obwodzie kurskim.

## Geografia
Miejscowość położona jest nad rzeką Ryło (dopływ Sejma), 1,5 km od centrum administracyjnego sielsowietu bobrowskiego (Kuliga), 6,5 km od centrum administracyjnego rejonu (Rylsk), 112 km od Kurska.

## Demografia
W 2010 r. miejscowość zamieszkiwało 20 osób.